# Шлиттер, Николай Петрович
Николай Петрович Шлиттер (1834—1877) — флигель-адъютант, полковник, герой Кавказских походов и штурма Плевны.

## Биография
Николай Шлиттер родился в 1834 году, происходил из дворян Тифлисской губернии. Первоначальное образование получил в частном учебном заведении, военную же службу начал в 1850 году юнкером в батарейной № 1-й батарее Кавказской гренадерской артиллерийской бригады, но тут Шлиттер пробыл недолго, хотя все-таки успел принять участие в экспедиции 1851 года генерала Слепцова против чеченцев.
В конце 1852 года был переведён в пехотный генерал-фельдмаршала князя Варшавского графа Паскевича-Эриванского полк. Однако к этому полку не прибыл, а был в действительности прикомандирован к 13-му лейб-гренадерскому Эриванскому полку, в составе которого участвовал под начальством генерал-майора барона Закомельского в делах против чеченцев.
Состоя в этом же полку, за отличие в делах против турок был произведён в подпоручики 18 апреля 1854 года, а в следующем году награждён орденом св. Анны 4-й степени с надписью «За храбрость» и произведён в поручики.
Из тех многочисленных походов, экспедиций и дел времён Восточной войны на Кавказском театре, в которых принимал участие Шлиттер, заслуживает внимания сражение 24 июля 1854 года при селении Кюрюк-Дара, когда 20-тысячный Александропольский отряд князя Бебутова разбил на голову 60-тысячный турецкий корпус, бывший под начальством мушира Зафира-Мустафы-паши, при чём было взято 16 орудий с 16 зарядными ящиками, 2 знамени, 4 штандарта, 20 значков, множество оружия, лагерь и до 2 тысяч пленных.
Получив за отличие в делах против турок высочайшее благоволение в 1855 году, через два года произведён в штабс-капитаны за отличие против горцев.
2 февраля 1859 года за отличие в сражении с лезгинами и особые подвиги мужества и храбрости при взятии 20 августа 1858 года штурмом сильно укреплённого аула Китури, Шлиттер был награждён орденом св. Георгия 4-й степени (№ 10145 по кавалерскому списку Григоровича — Степанова). В донесении о подвиге было сказано:
При штурме Китури поручик Шлиттер и вся его 8-я стрелковая рота вызвались в охотники. По получении приказания он немедленно бросился впереди роты, под градом неприятельских пуль, на устроенные в улицах аула завалы и занял их с большою потерею убитыми и ранеными; затем он бросился на смежные с завалами сакли и тем способствовал взятию аула без дальнейшей для нас потери, при чём осталось в руках наших более 300 неприятельских тел.
В том же году за участие в зимней экспедиции против чеченцев состоялось награждение Шлиттера полугодовым окладом жалованья. За отличия же против горцев в 1861 году ему был пожалован орден св. Анны 3-й степени с мечами и бантом, а за недопущение побегов в командуемой роте получил денежную награду в 370 рублей серебром.
24 сентября 1861 года император Александр II, присутствуя в Кутаиси на смотру Эриванского полка, удостоил Шлиттера, бывшего уже в чине капитана, высокой наградой, — зачислением в свою свиту со званием флигель-адъютанта.
В 1865 году за отличие при окончательном покорении Западного Кавказа, Шлиттер был пожалован орденом св. Станислава 2-й степени с мечами, а в следующем году за отличия по службе он был произведён в майоры с переводом в 16-й гренадерский Мингрельский полк; в 1866 году уже переведён в лейб-гвардии Преображенский полк капитаном, а через три года произведён в полковники и назначен председателем полкового хозяйственного комитета.
В 1874 году состоялось отчисление Шлиттера от фронта в Свиту Его Величества.
С началом в 1877 году русско-турецкой войны Шлиттер состоял при штабе главнокомандующего Дунайской армией. 15 июля 1877 года он был назначен командиром 17-го пехотного Архангелогородского полка, вместо убитого под Плевной полковника Розенбома.
30 августа при атаке Гривицкого редута крепости Плевна полковник Шлиттер ободрял солдат собственным примером. «Я кавказский офицер… У нас — приказывали брать и брали не такия позиции… Ребята за мной!» — скомандовал Шлиттер и первым вскочил на бруствер редута. Рядом с ним вбегали в редут румынский офицер, отправившийся на штурм волонтёром, адъютант командира 9-го армейского корпуса ротмистр Хвостов и майор Квитка. Румынский офицер едва лишь соскочил с бруствера в редут, как был в куски изрублен ятаганами; майор Квитка, как говорят, вскочил верхом на неприятельскую пушку, но отделался лишь легкой огнестрельной раной. Ротмистр Хвостов остался невредим, а Шлиттер получил пулю в лоб навылет. В восемь часов вечера его ещё в сознании принесли на носилках в госпиталь, но с этого момента он уже не приходил в чувство. Хирург зондируя рану, печально покачивал головой: нет надежды… 2 сентября Шлиттер скончался.
Семейство Шлиттеров сослужило свою службу России. Всех братьев Шлиттеров четыре: Александр, Александр 2-й, Владимир и Николай; все они были в военной службе и все были кавалерами ордена св. Георгия; трое из них погибли в войнах.

## Семья
- Супруга — Елизавета Платоновна, дочь архангельского губернатора П. В. Степанова (1850—позднее 1915), хозяйка усадьбы Степановское-Павлищево (Павлищев Бор), усадьбы на Гончарной улице и дома в Подколокольном переулке в Москве.